# Alopecosa cuneata
Alopecosa cuneata este o specie de păianjeni din genul Alopecosa, familia Lycosidae. A fost descrisă pentru prima dată de Clerck, 1757. Conform Catalogue of Life specia Alopecosa cuneata nu are subspecii cunoscute.